# AVN Awards - Series

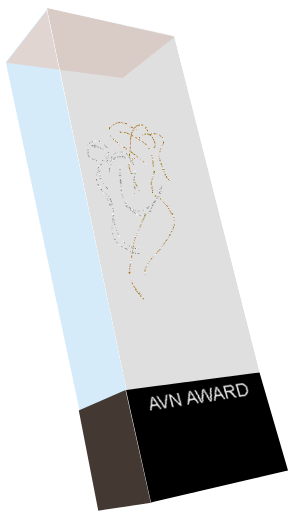
Trofeo degli "AVN Awards"

Gli AVN Series Awards sono i premi cinematografici, presentati e sponsorizzati dalla rivista AVN, che premiano le singole serie pornografiche che si ritiene abbiano espresso le migliori performance dell'anno. Sono suddivisi in varie categorie ma le più importanti e diffuse sono:
- All-Girl
- All-Sex
- Anthology
- Anal
- BDSM
- Curve Appeal
- Ethnic - Asian
- Ethnic - Black

- Ethnic - Latin
- Foreign
- Gonzo/Wall-to-Wall
- Group Sex (or Orgy/Gangbang)
- Ingénue
- Interracial
- Lesbian
- MILF

- Niche
- Oral
- POV
- Solo
- Squirting
- Taboo
- Transgender
- Vignette

## Vincitori

### Best Gonzo Series (or Channel)
- 1995: Radical Affairs
- 1996: The Voyeur
- 1997: Butt Row
- 1998: Cumback Pussy
- 1999: Seymore Butts
- 2000: Seymore Butts
- 2001: Please!
- 2002: Buttman
- 2003: The Voyeur
- 2004: Service Animals
- 2005: Jack’s Playground
- 2006: Service Animals
- 2007: College Invasion
- 2008: Bang Bus
- 2009: Slutty and Sluttier
- 2010: Jerkoff Material
- 2011: Slutty and Sluttier
- 2012: Raw
- 2018: Manuel’s Fucking POV 7
- 2020: Raw
- 2022: V.
- 2023: Blacked Raw
- 2024: Blacked Raw
- 2025: Superstar Room

### Best New Series
- 2009: Ashlynn Goes to College
- 2010: Glamour Girls
- 2011: The Romance Series
- 2012: The Bombshells
- 2013: Ultimate Fuck Toy
- 2014: Wet Asses
- 2015: Tabu Tales
- 2016: All Access
- 2017: Her 1st Interracial
- 2018: Young & Beautiful
- 2019: Lesbian Lessons

### Best Foreign Series
- 2017: Rocco One on One
- 2018: Rocco’s Psycho Teens

### Best All-Sex Series
- 2010: Addicted
- 2011: Don’t Make Me Beg

### Best Anthology Series or Channel
- 2020: Future Darkly
- 2022: Natural Beauties
- 2023: Vibes
- 2024: Club VXN

### Best Vignette Series
- 2003: Barely Legal
- 2004: Barely Legal
- 2005: Sodomania
- 2006: Grudegefuck
- 2007: Jack’s Playground
- 2008: Barely Legal School Girls
- 2009: Cheating Wives Tales
- 2010: Penthouse Variations
- 2011: Bad Girls

### Best Continuing Video Series
- 1995: Private Video Magazine
- 1996: Takin' It to the Limit
- 1997: The Voyeur
- 1998: Fresh Meat
- 1999: White Trash Whore
- 2000: The Voyeur
- 2001: Pick Up Lines
- 2002: Rocco: Animal Trainer
- 2003: Naked Hollywood
- 2004: Girlvert
- 2005: Girlvert
- 2006: Girlvert
- 2007: Dementia
- 2008: Belladonna: Manhandled

### Best Continuing Series
- 2009: Ashlynn Goes to College
- 2013: Slutty & Sluttier
- 2014: Slutty & Sluttier
- 2015: Oil Overload
- 2016: Dirty Rotten Mother Fuckers
- 2017: Angela Loves …
- 2018: Angela Loves …
- 2019: Natural Beauties

### Best Foreign All Sex Series
- 2004: Euroglam
- 2005: Pleasures of the Flesh
- 2006: Euro Domination
- 2007: Obsession
- 2008: Ass Jazz
- 2009: Ass Traffic
- 2010: Rocco: Puppet Master
- 2011: Rocco: Puppet Master
- 2012: Young Harlots

### Best Foreign Vignette Series
- 2001: Private XXX
- 2002: Euro Angels Hardball
- 2003: Euro Angels Hardball

### Best Foreign Continuing Series
- 2013: Art of Penetration
- 2014: Slutty Girls Love Rocco

### Best Ingénue Series or Channel / Site
- 2020: Ripe
- 2021: My Sexy Little Sister
- 2022: Bratty Sis
- 2023: Dirty Little Schoolgirl Stories
- 2024: Young Fantasies
- 2025: Young Fantasies

### Best Anal-Themed Series (or Channel)
- 2000: Rocco’s True Anal Stories
- 2001: Rocco’s True Anal Stories
- 2002: Rocco’s True Anal Stories
- 2003: Ass Worship
- 2004: Ass Worship
- 2005: Ass Worship
- 2006: Big Wet Asses
- 2007: Big Wet Asses
- 2008: Big Wet Asses
- 2009: Doppelehrung: Evil Anal
Butthole Whores
- 2010: Evil Anal
- 2011: Evil Anal
- 2012: Evil Anal
- 2013: Anal Fanatic
- 2014: Evil Anal
- 2015: Wet Asses
- 2016: DP Me
- 2017: Anal Beauty
- 2018: Anal Savages
- 2019: Anal Beauty
- 2020: Tushy Raw V.
- 2021: Anal Angels
- 2022: V.
- 2023: Tushy Raw
- 2024: Tushy Raw
- 2025: Tushy Raw

### Best All-Girl/Lesbian Series (or Channel)
- 2000: The Violation of…
- 2001: The Violation of…
- 2002: The Violation of…
- 2003: The Violation of…
- 2004: No Man’s Land
- 2005: The Violation of…
- 2006: Cousin Stevie’s Pussy Party
- 2007: Erocktavision
- 2008: Women Seeking Women
- 2009: Women Seeking Women
- 2010: Women Seeking Women
- 2011: Women Seeking Women
- 2012: Women Seeking Women
- 2013: Women Seeking Women
- 2014: Belladonna: No Warning
- 2015: Girls Kissing Girls
- 2016: Women Seeking Women
- 2017: Women Seeking Women
- 2018: Women Seeking Women
- 2019: Women Seeking Women
- 2020: Women Seeking Women
- 2021: Women Seeking Women
- 2022: Women Seeking Women
- 2023: Cravings
- 2024: Touch
- 2025: Play

### Best Female Mixed-Age (Fantasy) Production / Movie or Limited Series
- 2011: Mother-Daughter Exchange Club 12
- 2012: Mother-Daughter Exchange Club 17
- 2013: Cheer Squad Sleepovers
- 2014: Cougars, Kittens & Cock 2
- 2015: Cougars, Kittens & Cock 3
- 2016: Lesbian Adventures: Older Women, Younger Girls 6
- 2017: Mother-Daughter Exchange Club 44
- 2018: The Art of Older Women
- 2019: The Lesbian Experience: Women Loving Girls 3
- 2020: Lesbian Seductions 66
- 2021: Cougars
- 2022: Moms Teach Sex 26

### Best Interracial Series
- 2007: My Hot Wife Is Fucking Blackzilla
- 2008: My Daughter’s Fucking Blackzilla
- 2009: It’s Big, It’s Black, It’s Jack
- 2010: It's Big, It's Black, It's Jack
- 2011: It's Big, It's Black, It's Jack
- 2012: Lex the Impaler
- 2013: Mandingo Massacre
- 2014: Mandingo Massacre

### Best Ethnic / Interracial Series
- 2005: Black Reign
- 2006: Black Reign
- 2015: Lex Turns Evil
- 2016: My First Interracial
- 2017: Black & White
- 2018: Black & White
- 2019: My First Interracial
- 2020: Interracial Icon

### Best Ethnic-Themed Series – Asian
- 2007: Sakura Tales
- 2008: Asian 1 on 1
- 2009: Naughty Little Asians
- 2010: Cockasian
- 2011: Naughty Little Asians

### Best Ethnic-Themed Series – Black
- 2007: Phatty Girls
- 2008: Black Reign
- 2009: Black Ass Addiction 2
- 2010: Black Ass Master
- 2011: Black Ass Addiction

### Best Ethnic-Themed Series – Latin
- 2007: Mami Culo Grande
- 2008: Chicks & Salsa
- 2009: Young Tight Latinas
- 2010: Deep in Latin Cheeks
- 2011: Latin Adultery

### Best Ethnic Series
- 2012: Big Ass Brazilian Butts
- 2013: Big Wet Brazilian Asses
- 2014: 8th Street Latinas

### Best Group Sex Movie or Anthology/Limited Series
- 2021: Excess
- 2022: Angela Loves Threesomes 3
- 2025: Club VXN

### Best POV Series
- 2007: Jack’s POV
- 2008: Fucked on Sight
- 2009: Double Vision
- 2010: Jack’s POV
- 2011: Jack's POV
- 2012: POV Pervert
- 2013: Pound the Round P.O.V.
- 2014: Tanlines

### Best Oral-Themed Series (or Channel)
- 2005: Blow Me Sandwich
- 2006: Glazed and Confused
- 2007: Hand To Mouth
- 2008: Feeding Frenzy
- 2009: Face Fucking Inc.
- 2010: Face Fucking Inc.
- 2011: Suck It Dry
- 2012: Face Fucking Inc.
- 2013: Massive Facials
- 2014: Deep Throat This
- 2022: Swallowed
- 2023: Swallowed.com
- 2025: Sloopy Head

### Best Orgy / Gangbang Series
- 2009: Cream Pie Orgy
- 2010: Gangland
- 2011: Fuck Team Five

### Best Amateur Series
- 2005: Homegrown Video
- 2006: Bangbus
- 2007: Homegrown Video
- 2008: Abbywinters.com Intimate Moments
- 2009: Cherries
- 2010: Homegrown Video
- 2011: ATK Galleria
- 2012: The Dancing Bear
- 2013: College Rules
- 2014: College Rules

### Best Pro-Am Series
- 2005: Breakin’ Em In
- 2006: Midnight Prowl
- 2007: Beaver Hunt
- 2008: Filthy’s First Taste
- 2009: Bang Bus
- 2010: Brand New Faces
- 2011: Can He Score?
- 2012: Brand New Faces
- 2013: Brand New Faces
- 2014: Bang Bus

### Best Amateur/Pro-Am Series
- 2015: Brand New Faces
- 2016: Bang Bus
- 2017: Amateur Introductions

### Best Young Girl Series
- 2009: It’s a Daddy Thing
- 2010: Barely Legal
- 2011: Barely Legal
- 2012: She's So Cute
- 2013: The Innocence of Youth
- 2014: Cuties

### Best MILF/Female Mixed-Age (Fantasy) Series or Channel / Site
- 2020: Mother-Daughter Exchange Club
- 2021: Manuel Is a MILF-o-Maniac
- 2022: Manuel Is a MILF-o-Maniac
- 2023: Filthy Moms
- 2024: Mother-Daughter Exchange Club
- 2025: Moms Bang Teens

### Best Niche Series or Channel / Site
- 2018: Squirt for Me
- 2019: Squirt for Me
- 2020: Shape of Beauty
- 2021: Device Bondage
- 2022: Teen Creampies
- 2023: Hentai Sex School
- 2024: How Women Orgasm
- 2025: Hentaied

### Best Internal Series
- 2008: 5 Guy Cream Pie
- 2009: Ass Cream Pies
- 2010: Internal Damnation
- 2011: All Internal

### Best Specialty Series
- 2006: Cum Drippers
- 2009: Taboo
- 2010: Fishnets
- 2011: Barefoot Confidential

### Best Specialty Series – Big Bust
- 2007: Boob Bangers
- 2008: Big Natural Breasts
- 2009: Big Wet Tits
- 2010: Big Tits at School
- 2011: Big Tits at School
- 2012: Big Tits in Uniform
- 2013: Boobaholics Anonymous
- 2014: Big & Real

### Best Specialty Series – Big Butt
- 2009: Big Wet Asses
- 2010: Big Wet Asses
- 2011: Big Ass Fixation
- 2012: Phat Bottom Girls
- 2013: Big Wet Asses
- 2014: Phat Ass White Girls

### Best Specialty Series – MILF
- 2007: MILF Seeker
- 2008: Momma Knows Best
- 2009: Seasoned Players
- 2010: Seasoned Players
- 2011: Seasoned Players
- 2012: Seasoned Players
- 2013: MILFs Like It Big
- 2014: My Friend’s Hot Mom

### Best Specialty Series – Squirting
- 2007: Flower’s Squirt Shower
- 2008: Jada Fire Is Squirtwoman
- 2009: Jada Fire Is Squirtwoman
- 2010: Storm Squirters
- 2011: Squirtamania

### Best Specialty Series (Other Genre)
- 2007: Adorable Girls
- 2008: Jack’s Leg Show
- 2009: Taboo
- 2010: Fishnets
- 2011: Barefoot Confidential
- 2012: Buttman's Stretch Class
- 2013: Mother-Daughter Exchange Club
- 2014: Evil BBW Gold
- 2015: Fetish Fanatic
- 2016: Big Tit Cream Pie
- 2017: Schoolgirl Bound

### Best Transsexual/Transgender/Trans Series (or Channel)
- 2007: Transsexual Prostitutes
- 2008: Transsexual Prostitutes
- 2009: Transsexual Babysitters
- 2010: America’s Next Top Tranny
- 2011: She-Male XTC
- 2012: America's Next Top Tranny
- 2013: America’s Next Top Tranny
- 2014: American She-Male X
- 2015: America’s Next Top Tranny
- 2016: The Trans X-Perience
- 2017: Trans-Visions
- 2018: Hot for Transsexuals
- 2019: Trans-Visions
- 2020: Transfixed
- 2021: Trans Lust
- 2022: TS Taboo
- 2023: Transfixed
- 2024: Transfixed
- 2025: Grooby Girls